# Ctenotus robustus
Ctenotus robustus (східний смугастий гребневухий сцинк) — вид сцинкоподібних ящірок родини сцинкових (Scincidae). Ендемік Австралії.

## Поширення і екологія
Східні смугасті гребневухі сцинки широко поширені на півночі, сході і південному сході Австралії, спостерігалися на Новій Гвінеї. Вони живуть в різноманітних природних середовищах, зокрема в лісах, рідколіссях, на луках, прибережних пустищах і дюнах. Ведуть денний спосіб життя. Живляться комахами та іншими безхребетнимию.